# Klaus Heinrich

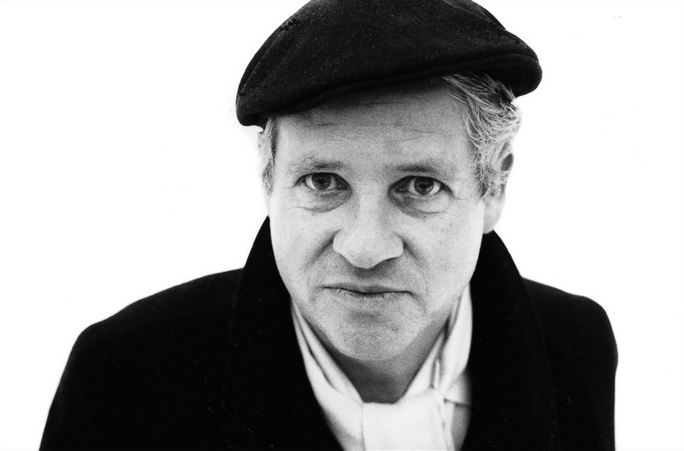
Klaus Heinrich (1982)

Klaus Heinrich (* 23. September 1927 in Berlin; † 23. November 2020 ebenda) war ein deutscher Religionswissenschaftler auf religionsphilosophischer Grundlage. Er gehörte zu den Mitbegründern der Freien Universität Berlin und wurde durch seine Dahlemer Vorlesungen bekannt.

## Leben
Heinrich verbrachte seine Kindheit in Golm und Berlin. Sein Vater war Direktor der Firma Agfa-Film-Export. In New York sollte er Direktor von Kodak werden. Heinrich wurde im Zweiten Weltkrieg im Alter von 15 Jahren als Luftwaffenhelfer eingezogen, wegen Wehrkraftzersetzung angeklagt und saß in Neuruppin im Gefängnis, später im Arbeitsdienststraflager.
Nach Kriegsende studierte er in Berlin Rechtswissenschaft, Philosophie, Theologie, Soziologie, Kunstgeschichte und Literaturwissenschaft an der Friedrich-Wilhelms-Universität Unter den Linden. Dort hatte er jedoch mit politischen Schwierigkeiten zu kämpfen und wurde deshalb 1948 zum studentischen Mitbegründer der Freien Universität Berlin. Nach seiner Promotion 1952 lehrte er Religionswissenschaft mit dem Schwerpunkt Religionsphilosophie. 1964 habilitierte er sich mit der Schrift Versuch über die Schwierigkeit nein zu sagen.
Ab 1971 war er bis zu seiner Emeritierung 1995 ordentlicher Professor am Institut für Religionswissenschaft der Freien Universität Berlin. Seine letzte öffentliche Vorlesung hielt Heinrich im Sommer 1999.
Er war Mitglied im PEN-Zentrum Deutschland.
Klaus Heinrich starb im November 2020 im Alter von 93 Jahren in Berlin.
Einige seiner Schriften erschienen im Stroemfeld Verlag, seit 2020 wird sein Gesamtwerk beim Ça ira Verlag veröffentlicht, wobei auch früher veröffentlichte Werke wieder zugänglich gemacht werden.

## Lehre und Wirkung
Klaus Heinrichs Vorlesungen genossen einen geradezu legendären Ruf, weil er darin mit einer heute im akademischen Bereich kaum noch vorstellbaren Freiheit nicht nur über Religionsphilosophie referierte, sondern über eine Vielfalt von Themen wie Logik, Psychoanalyse, Existentialismus und dabei ständig in Reibung mit Architektur, Kunst und Musik bis zu deren jüngsten Entwicklungen. Seine Lehrveranstaltungen wurden deshalb auch von Studenten der unterschiedlichsten Fachrichtungen besucht.
Heinrichs Heidegger-Kritik vollzog sich auf Augenhöhe, wobei er nachwies, dass sich schon früh an den Begriffen bei Heidegger sein entschlossenes Mitmachen im Nationalsozialismus abgezeichnet hat.
Zitat aus Heideggers Überwindung der Metaphysik, 3:

„Das arbeitende Tier ist dem Taumel seiner Gemächte überlassen, damit es sich selbst zerreiße und in das nichtige Nichts vernichte.“

 Heinrichs Kommentar:

„Gegen den Gebrauch der Konjunktion ‚damit‘ in diesem Satz (auch wenn wir von jeder Interpretation der in ihm verwendeten Begriffe Abstand nehmen) richtet sich der Vorwurf des Verrats.“

 Nämlich der Verrat an der intellektuellen Zeugenschaft im Nationalsozialismus.
Heinrich verfügte über ein eidetisches Gedächtnis. Er konnte seitenweise Passagen aus gelesener Literatur zitieren. Der Ethnologe Karl-Heinz Kohl, der Schüler von Heinrich ist, schreibt in einem Artikel zum 85. Geburtstag über die Vorlesungen von Heinrich:

„Anhand klassischer philosophischer Gedankenwelten zeigte er, dass sie mit ihrem Systemzwang all die Konflikte nur vertuschen, die in den Religionen noch offen und als im Prinzip unlösbar zur Sprache gelangen. Es war Freuds Theorie von der Wiederkehr des Verdrängten im Verdrängenden selbst, die ihm zu der Einsicht verhalf, dass die Religion als das eigentlich Verdrängte der Philosophie anzusehen sei. (…) Künftige Wissenschaftshistoriker werden zeigen, wie viel von ihm in den Zeiten seiner Berliner Lehrtätigkeit bereits vorgedacht worden war. Nicht nur der mittlerweile durch den banalen Anglizismus ‚gender‘ ersetzte Begriff des Geschlechterverhältnisses stammt von ihm, auch der philosophische Dekonstruktivismus wurde in Dahlem schon gelehrt, bevor er offiziell überhaupt erfunden war.“

2016 erschienen seine Dahlemer Architekturvorlesungen. In einem dem Band vorangestellten Interview äußert sich Heinrich kritisch über die Architekten, die Berlins Mitte im neoklassizistischen Geist rekonstruieren.

„Sie knüpfen weniger an Schinkel als an die italienische rationalistische Architektur an. Man könnte sagen, sie erinnern an eine bestimmte Zeit, der sie das Prädikat, den Ehrentitel des Intakten geben würden: an ein intaktes Berlin, das wieder die alten Traufhöhen hat. Das heißt, es ist eine, sagen wir es mal böse, positivistische Wiederkehr einer fantasierten Intaktheit, die es so wirklich nie gegeben hat.“

Seit 2020 erscheint sein Gesamtwerk im ça ira-Verlag.

## Auszeichnungen
- 1998: Ehrenmitglied der Deutschen Psychoanalytischen Vereinigung
- 2002: Sigmund-Freud-Preis für wissenschaftliche Prosa der Deutschen Akademie für Sprache und Dichtung

## Trivia
Heinrich hinterließ neben den Büchern, die nach Mitschriften und Tonbandaufzeichnungen seiner Studenten herausgegeben wurden, ein zeichnerisches Werk. In den langen Gremiensitzungen der Freien Universität Berlin ließ er seinen Stift über die leeren Rückseiten von hektographierten Protokollen und Listen sowie den Speiseplan der Mensa tanzen. Viele seiner Zeichnungen befinden sich im Nachlass von Tilmann Buddensieg. 2020 wurden seine Skizzenbücher und Zeichnungen in der Galerie Klaus Gerrit Friese präsentiert.

## Werke und Aufsätze (Auswahl)
- Versuch über die Schwierigkeit nein zu sagen, Frankfurt am Main 1964, 4. Aufl. 2002, ISBN 3-87877-169-X; Freiburg/Wien 2020, ISBN 978-3-86259-161-9.
- Parmenides und Jona. Vier Studien über das Verhältnis von Philosophie und Mythologie, Frankfurt/Main 1966, ISBN 978-3-86259-160-2.
- Vernunft und Mythos. Ausgewählte Texte, Frankfurt am Main 1983.
- Floß der Medusa. 3 Studien zur Faszinationsgeschichte mit mehreren Beilagen und einem Anhang, Basel / Frankfurt am Main 1995, ISBN 978-3-86259-159-6.
- anfangen mit freud. Reden und kleine Schriften 1, Frankfurt am Main 1997, ISBN 3-87877-611-X; 2. durchgesehene und um ein Nachwort ergänzte Auflage von 1997. ça ira, Freiburg/Wien 2020, ISBN 978-3-86259-162-6.
- Wie eine Religion der anderen die Wahrheit wegnimmt: Notizen über das Unbehagen bei der Lektüre des Johannes-Evangeliums, in: Zeitschrift für Religions- und Geistesgeschichte, Vol. 49, No. 4 (1997), pp. 345–363.
- der gesellschaft ein bewußtsein ihrer selbst zu geben. Reden und kleine Schriften 2, Frankfurt am Main 1998, ISBN 978-3-86259-163-3.
- Kinder der Nibelungen. Klaus Heinrich und Heiner Müller im Gespräch, Frankfurt am Main 2007, ISBN 978-3-86259-167-1.
- Festhalten an Freud. Eine Heine-Freud-Miniatur zur noch immer aktuellen Rolle des Aufklärers Freud. In: Zeitschrift für psychoanalytische Theorie und Praxis, 3, 2007, S. 365–388; Sonderdruck des Aufsatzes, ISBN 978-3-86259-166-4.
- der staub und das denken. Reden und kleine Schriften 4. Frankfurt/Main 2009, ISBN 978-3-86259-165-7.
- dämonen beschwören – katastrophen auslachen. Reden und kleine Schriften 3. Mit einer CD-Beilage: Rundfunkessay »Musik und Religion« (1989) und Tonbeispielen. Frankfurt/Main 2013, ISBN 978-3-86259-164-0.
- wie eine religion der anderen die wahrheit wegnimmt. Reden und kleine Schriften – Neue Folge 1. ça ira, Freiburg/Wien 2020, ISBN 978-3-86259-174-9.
- Realität und Imagination. Zeichnungen. ça ira-Verlag Freiburg/Wien & Galerie Friese Berlin 2021, ISBN 978-3-86259-176-3.

Dahlemer Vorlesungen:
- Bd. 1: tertium datur. Eine religionsphilosophische Einführung in die Logik, hrsg. v. Wolfgang Albrecht u. a., Frankfurt am Main und Basel 1981, ISBN 978-3-86259-152-7.
- Bd. 2: anthropomorphe. Zum Problem des Anthropomorphismus in der Religionsphilosophie, hrsg. v. Wolfgang Albrecht u. a., Frankfurt am Main und Basel 1986, ISBN 978-3-86259-153-4.
- Bd. 3: arbeiten mit ödipus. Begriff der Verdrängung in der Religionswissenschaft, hrsg. v. Hans-Albrecht Kücken u. a., Frankfurt am Main und Basel 1993, ISBN 3-87877-392-7.
- Bd. 4: vom bündnis denken. Religionsphilosophie, hrsg. v. Hans-Albrecht Kücken, Frankfurt am Main und Basel 2000, ISBN 978-3-86259-155-8.
- Bd. 7: psychoanalyse sigmund freuds und das problem des konkreten gesellschaftlichen allgemeinen, hrsg. v. Hans-Albrecht Kücken, Frankfurt am Main und Basel 2001, ISBN 978-3-86259-156-5.
- Bd. 8: Aufklärung in den Religionen. gesellschaftlich vermitteltes naturverhältnis. Begriff der Aufklärung in den Religionen und in der Religionswissenschaft, hrsg. v. Hans-Albrecht Kücken, Frankfurt am Main und Basel 2007, ISBN 978-3-86259-157-2.
- Bd. 9: arbeiten mit herakles. Zur Figur und zum Problem des Heros; antike und moderne Formen seiner Interpretation und Instrumentalisierung, hrsg. v. Hans-Albrecht Kücken, Frankfurt am Main und Basel 2006, ISBN 978-3-86259-158-9.
- Dahlemer Vorlesungen. Karl Friedrich Schinkel / Albert Speer. Eine architektonische Auseinandersetzung mit dem NS. Arch+ Verlag in Kooperation mit dem Stroemfeld Verlag, Aachen und Frankfurt am Main 2015, ISBN 978-3-931435-30-1.
- Neue Folge, Bd. 1: ursprung in actu: Zur Rekultifizierung des Denkens in Martin Heideggers „Beiträge zur Philosophie (Vom Ereignis)“, hrsg. v. Wolfgang Albrecht und Rüdiger Hentschel, Freiburg 2023, ISBN 978-3-86259-177-0

## Essays
- Festhalten an Freud. Sonderdruck der Zeitschrift für psychoanalytische Theorie und Praxis, Nr. 3, 2007, Stroemfeld, Frankfurt am Main, ISBN 978-3-86600-019-3.
- Der Staub und das Denken. Zur Faszination der Sophokleischen Antigone nach dem Krieg, in: Sophokles Antigone, hrsg. v. Gisela Greve, Tübingen 2002, S. 25–58, ISBN 3-89295-718-5.

## Festschriften
- Olav Münzberg, Lorenz Wilkens (Hrsg.): Aufmerksamkeit – Klaus Heinrich zum 50. Geburtstag, Frankfurt am Main, Verlag Roter Stern 1979, ISBN 978-3-87877-118-0.
- Hartmut Zinser (Hrsg.): Foedera naturai – Klaus Heinrich zum 60. Geburtstag, Würzburg, Königshausen u. Neumann 1989, ISBN 978-3-88479-440-1.
- Sigrun Anselm und Caroline Neubaur (Hrsg.): Talismane – Klaus Heinrich zum 70. Geburtstag, Basel, Frankfurt am Main, Stroemfeld 1998, ISBN 978-3-87877-614-7.
- Sigrun Anselm (Hrsg.): Idole – Klaus Heinrich zu Ehren, Vorwerk 8, Berlin 2007, ISBN 978-3-940384-01-0.